# 马尔维纳斯群岛体育场
马尔维纳斯群岛体育场，为阿根廷布宜诺斯艾利斯的一个多功能体育场。目前是全男孩竞技俱乐部的主场所在地。该体育场能容纳25000名观众。该体育场得名源自阿根廷对马尔维纳斯群岛的主权要求。